# لوميرا (ويسكونسن)
لوميرا (بالإنجليزية: Lomira, Wisconsin)‏ هي بلدة تقع في الولايات المتحدة في مقاطعة دودج (ويسكونسن). يقدر عدد سكانها بـ 2,430 نسمة ومساحتها 5.28 كم2وترتفع عن سطح البحر 306 متر.

## التركيبة السكانية
قام مكتب تعداد الولايات المتحدة بتحديد بيانات التركيبة السكانية للوميرا في تعداد الولايات المتحدة. في ما يلي، التركيبة السكانية حسب تعدادي 2000 و2010.

### تعداد عام 2000
بلغ عدد سكان لوميرا 2,233 نسمة بحسب تعداد عام 2000، وبلغ عدد الأسر 846 أسرة وعدد العائلات 583 عائلة مقيمة في القرية. في حين سجلت الكثافة السكانية 1,148.8 نسمة لكل ميل مربع (443.6/كم2). وبلغ عدد الوحدات السكنية 899 وحدة بمتوسط كثافة قدره 462.5 نسمة لكل ميل مربع (178.6/كم2).
وتوزع التركيب العرقي للقرية بنسبة 98.16% من البيض و 0.31% من الأمريكيين الأصليين و 0.13% من الأمريكيين ذوي الأصول الآسيوية و 0.36% من الأمريكيين الأفارقة و 0.27% من عرقين مختلطين أو أكثر.
بلغ عدد الأسر 846 أسرة كانت نسبة 39.6% منها لديها أطفال تحت سن الثامنة عشر تعيش معهم، وبلغت نسبة الأزواج القاطنين مع بعضهم البعض 55.2% من أصل المجموع الكلي للأسر، ونسبة 9.7% من الأسر كان لديها معيلات من الإناث دون وجود شريك، وكانت نسبة 31.0% من غير العائلات. تألفت نسبة 25.4% من أصل جميع الأسر من أفراد ونسبة 8.5% كانوا يعيش معهم شخص وحيد يبلغ من العمر 65 عاماً فما فوق. وبلغ متوسط حجم الأسرة المعيشية 3.11، أما متوسط حجم العائلات فبلغ 2.58.
بلغ العمر الوسطي للسكان 32 عاماً. وكانت نسبة 29.3% من القاطنين تحت سن الثامنة عشر، وكانت نسبة 9.0% بين الثامنة عشر والأربعة وعشرون عاماً، ونسبة 32.6% كانت واقعةً في الفئة العمرية ما بين الخامسة والعشرون حتى والأربعة وأربعون عاماً، ونسبة 16.9% كانت ما بين الخامسة والأربعون حتى الرابعة والستون، ونسبة 12.3% كانت ضمن فئة الخامسة والستون عاماً فما فوق. يوجد لكل 100 أنثى 100.1 ذكر، ويوجد لكل 100 أنثى في الثامنة عشر من عمرها فما فوق 94.7 ذكر.
بلغ متوسط دخل الأسرة في القرية 46,522 دولار، أما متوسط دخل العائلة فبلغ 52,600 دولار. وكان متوسط دخل الذكور 36,440 دولار مقابل 24,286 دولار للإناث. وسجل دخل الفرد الخاص بالقرية 20,256 دولار. وكانت نسبة 3.1% من العائلات ونسبة 3.9% من السكان تحت خط الفقر، وكان من هؤلاء نسبة 4.3% تحت سن الثامنة عشر ونسبة 6.7% في الخامسة والستين من العمر وما فوق.

### تعداد عام 2010
بلغ عدد سكان لوميرا 2,430 نسمة بحسب تعداد عام 2010، وبلغ عدد الأسر 1,002 أسرة وعدد العائلات 639 عائلة مقيمة في القرية. في حين سجلت الكثافة السكانية 1,203.0 نسمة لكل ميل مربع (464.5/كم2). وبلغ عدد الوحدات السكنية 1,096 وحدة بمتوسط كثافة قدره 542.6 لكل ميل مربع (209.5/كم2).
وتوزع التركيب العرقي للقرية بنسبة 95.2% من البيض و 0.5% من الأمريكيين الأصليين و 0.3% من الأمريكيين ذوي الأصول الآسيوية و 0.7% من الأمريكيين الأفارقة و 1.6% من عرقين مختلطين أو أكثر.
بلغ عدد الأسر 1,002 أسرة كانت نسبة 30.6% منها لديها أطفال تحت سن الثامنة عشر تعيش معهم، وبلغت نسبة الأزواج القاطنين مع بعضهم البعض 49.1% من أصل المجموع الكلي للأسر، ونسبة 9.2% من الأسر كان لديها معيلات من الإناث دون وجود شريك، بينما كانت نسبة 5.5% من الأسر لديها معيلون من الذكور دون وجود شريكة وكانت نسبة 36.2% من غير العائلات. تألفت نسبة 29.6% من أصل جميع الأسر من أفراد ونسبة 8.8% كانوا يعيش معهم شخص وحيد يبلغ من العمر 65 عاماً فما فوق. وبلغ متوسط حجم الأسرة المعيشية 2.96، أما متوسط حجم العائلات فبلغ 2.39.
بلغ العمر الوسطي للسكان 36.7 عاماً. وكانت نسبة 24.7% من القاطنين تحت سن الثامنة عشر، وكانت نسبة 9.3% بين الثامنة عشر والأربعة وعشرون عاماً، ونسبة 28.5% كانت واقعةً في الفئة العمرية ما بين الخامسة والعشرون حتى والأربعة وأربعون عاماً، ونسبة 25% كانت ما بين الخامسة والأربعون حتى الرابعة والستون، ونسبة 12.4% كانت ضمن فئة الخامسة والستون عاماً فما فوق. وتوزع التركيب الجنسي للسكان بنسبة 50.3% ذكور و49.7% إناث.